# Ahmed Kebaili
Ahmed Kebaili (17 de julio de 1982) es un deportista argelino que compitió en judo. Ganó una medalla de bronce en el Campeonato Africano de Judo de 2010, en la categoría de +100 kg.

## Palmarés internacional
| Campeonato Africano | Campeonato Africano | Campeonato Africano | Campeonato Africano |
| Año                 | Lugar               | Medalla             | Categoría           |
| ------------------- | ------------------- | ------------------- | ------------------- |
| 2010                | Yaundé (Camerún)    | Medalla de bronce   | +100 kg             |